# Meduňka lékařská
Meduňka lékařská (Melissa officinalis) je léčivá rostlina z čeledi hluchavkovitých.

## Popis

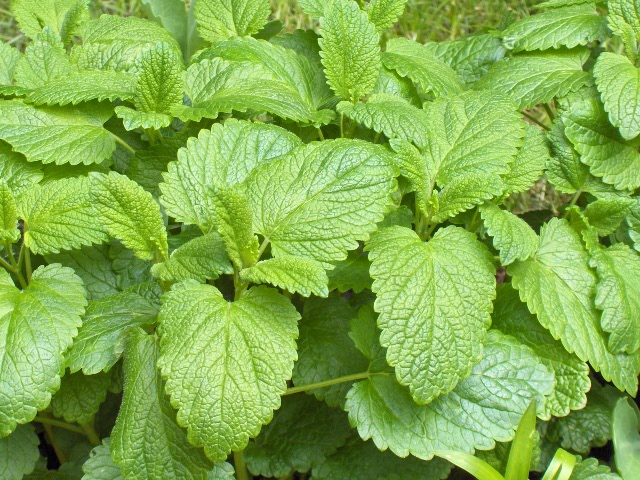
Listy

Je to vytrvalá rostlina dorůstající výšky 70–150 cm. Aromatické listy jsou vstřícné, řapíkaté, vejčité, hrubě pilovité a příjemně voní po citrónu.  Květy vyrůstají po třech až šesti v lichopřeslenech v paždí horních listů. Kalich je dvoupyský, stejně jako bílá koruna dorůstající 12 až 15 mm. Kvete od června do srpna. Jejím plodem jsou tvrdky. Květy jsou většinou bílé, ale někdy i bledě růžové až slabě fialové. Ve středověku z ní alchymisté vyráběli „elixíry mládí“. Slouží k výrobě „karmelitských kapek“ proti hysterii a jiným nervovým poruchám. Meduňka se rozmnožuje buď dělením trsů nebo semeny, které se na začátku jara vysévají do pařeniště. Mladé rostlinky meduňky se sází do záhonů v květnu.

## Rozšíření
Původní oblastí rozšíření je východní Středozemí a Malá Asie. Ve střední Evropě se pěstuje na polích a zahradách, občas zplaňuje. Vyhovují jí chráněné a slunné polohy s propustnou humózní půdou.

## Účinné látky
Meduňka obsahuje asi 0,1 % silic (citral, citronelal, citronelol, geraniol, linalol) a asi 4 % tříslovin, kyseliny hydroxytriterpenové (např. kyselina ursolová). Dále, a to v menším množství, hořčin, sliz, flavonoidy a minerální látky.

## Použití
Meduňkový čaj z listů snižuje stres, uklidňuje, uvolňuje, zpříjemňuje spánek a zajišťuje dobré zažívání. Nově se uznávají protivirové účinky, zvláště u herpesvirů (opary). Z listů se rovněž připravuje meduňkový likér. Nať se používá v lidovém lékařství jako hypnotikum a sedativum. Používá se také jako koření. V kuchyni se pro svou citrusovou vůni za čerstva přidává do míchaných nápojů a ovocných salátů. Dá se z ní dělat meduňkové víno (macerací hrsti listů v litru bílého vína). Meduňka má i široké užití v kosmetice. Tvoří významnou složku v šamponech na mastné vlasy a v mastích proti oparům. Jelikož čistí a zklidňuje pleť, tak se z ní vyrábí přípravky na pleť.
Sbírá se list nebo celá nať – zásadně před květem. Je třeba sušit ji rychle, ne však na slunci, vhodné jsou nízké teploty. Tradičně se používá vnitřně výluh samostatně nebo ve směsi, hlavně s kozlíkem a chmelovými šišticemi.